# St.-Petersburg-Connection
Als Sankt-Petersburg-Connection (auch „St. Petersburger Putin-Clan“, kurz Piter-Clan bzw. Putin-Clan) (russisch Санкт-Петербургский клан Путина Sankt-Peterburgski klan Putina, abgekürzt Питерский клан Piterski klan bzw. Питерская команда Piterskaja komanda) wird eine Gruppe von Männern in der russischen Administration und der staatsnahen Wirtschaft bezeichnet, die seit dem Amtsantritt Wladimir Putins im Jahre 2000 die russische Politik dominiert. Es wird angenommen, dass sie eine politische Seilschaft bilden.
Ihre Mitglieder waren zum Amtsantritt Putins überwiegend recht jung und sind über das namensgebende Sankt Petersburg mit ihm verbunden. Auch Putins Nachfolger als Präsident Dmitri Medwedew wird zu ihr gerechnet. Sie wird grob in zwei Gruppen geteilt: Die erste Gruppe hat im damaligen Leningrad studiert und später dort oder in Moskau mit Putin zusammengearbeitet. Sie wird teilweise noch in eine Juristen- und eine Wirtschaftsgruppe geteilt. Die zweite Gruppe stammt aus Sankt Petersburg und hat unter Putin beim FSB gearbeitet, sie ist der Gruppe der Silowiki bzw. der Silowarchen zuzuordnen. Die Gruppe hat auch entscheidenden Einfluss auf die staatsnahe Wirtschaft, insbesondere die Führung von Gazprom ist mit ihren Mitgliedern bestückt.

## Bekannte Mitglieder
(Auswahl, mit wichtigsten, auch ehemaligen, Ämtern und Posten)
- Wladimir Putin:[5] FSB-Chef, russischer Ministerpräsident und Präsident
- Dmitri Medwedew:[4] Aufsichtsratsvorsitzender von Gazprom, Ministerpräsident und Präsident.
- Alexei Miller:[6] CEO von Gazprom
- Dmitri Kosak:[5] Verwaltungschef des Föderationskreises Südrussland, Vizeministerpräsident
- Boris Gryslow:[5] Innenminister, Vorsitzender der Duma und der „Putinpartei“ Einiges Russland
- Herman Gref:[5] Wirtschaftsminister, Vorstand von Gazprom, Svyazinvest und der Sberbank
- Leonid Reiman:[5] Minister für Informationstechnologie und Kommunikation
- Juri Schewtschenko:[5] Gesundheitsminister
- Wiktor Iwanow:[5] Personalchef der Präsidialverwaltung, Vorstandsvorsitzender von Aeroflot
- Sergei Iwanow:[5] Verteidigungsminister, erster stellvertretender Ministerpräsident
- Nikolai Patruschew:[5] FSB-Chef, Sekretär vom Sicherheitsrat der Russischen Föderation
- Gennadi Nikolajewitsch Timtschenko, russisch-finnischer Oligarch, Ölhändler, Großaktionär der Firma Gunvor
- Gebrüder Arkadi[7][8] und Boris Rotenberg,[9] Putins Freunde aus Judo-Club, "self-made" Oligarchen
- Schores Iwanowitsch Alfjorow:[3] Nobelpreisträger, Abgeordneter der Duma, Vizepräsident der Russischen Akademie der Wissenschaften
- Ilja Klebanow:[3] Vize-Gouverneur von St. Petersburg, Minister für Industrie und Wissenschaft, Stellvertretender Ministerpräsident, Bevollmächtigter Vertreter des Präsidenten in der Nord-West-Region
- Andrei Fursenko:[10] Stellv. Minister für Industrie und Wissenschaft, Minister für Bildung und Wissenschaft